# Fluorid terbičitý
Fluorid terbičitý je anorganická sloučenina s chemickým vzorcem TbF4.

## Příprava
Fluorid terbičitý lze připravit reakcí chloridu terbitého nebo fluoridu terbitého s fluorem při teplotě 320 °C:
2 TbF3 + F2 → 2 TbF4
Je také možné jej připravit reakcí fluoridu tebitého s fluoridem xenonu XeFx (x=2, 4, 6), fluoridem kryptonatým nebo fluoridem chloritým.

## Vlastnosti
Fluorid terbičitý je bílá pevná látka, která je nerozpustná ve vodě. Krystalizuje v monoklinické soustavě izotypu fluoridu uraničitého. Fluorid terbičitý je silné oxidační a fluorační činidlo, které tvoří téměř čistý fluor při zahřátí, nikoli směs s fluorovodíkem jako fluoridy kobaltitý a ceričitý.
Fluorid terbičitý rychle hydrolyzuje v horké vodě za vzniku fluoridu tebitého a fluoridu-oxidu terbitého (TbOF). Při zahřátí se fluorid terbičitý rozkládá na fluorid terbitý a převážně jednoatomární plynný fluor:
TbF4 → TbF3 + F•↑
Touto reakcí vzniká také sloučenina Tb(TbF5)3, která má stejnou krystalovou strukturu jako Ln(HfF5)3.
Fluorid terbičitý může oxidovat fluorid kobaltitý na fluorid kobaltičitý:
TbF4 + CoF3 → TbF3 + CoF4↑
Může fluorovat [60]fulleren při teplotě 320–460 °C.
Když fluorid terbičitý reaguje s chloridem draselným a fluorem vzniká sloučenina KTb3F12. Smícháním fluoridu rubidného, fluoridu hlinitého a fluoridu tebičitého vzniká Rb2AlTb3F16.